# Северна Холандија
Северна Холандија (хол. Noord-Holland) је провинција на северозападу државе Холандије. Налази се на широком полуострву између Северног мора и језера Ејселмер. Више од половине површине провинције је на исушеном тлу (полдери) које лежи испод нивоа мора. Провинцији припада и фризијско острво Тексел. 
Ова провинција има 2.719.764 становника (према подацима од 30. септембра 2012. године), што је око 16% становништва земље. 
Историјска регија Холандија подељена је 1840. на северни и јужни део. Северна и Јужна Холандија су две централне провинције по којима носи име и сама држава (у српском и још неким језицима), иако је она сачињена из укупно 12 провинција. 
Највећи град Северне Холандије је Амстердам, док је Харлем главни град провинције. Остали значајни градови су: Занстад, Харлемермер, Алкмар, Хилверсум и Амстелвен. 

## Историја
Холандија је била најзначајнија провинција Републике Седам Уједињених Низоземских провинција (1588 – 1795). Године 1795. проглашена је Батавијска Република, која је подељена на осам департмана са што равномернијом расподелом становника. Холандија је тада раздвојена на департмане Тексел, Амстел и Делфт. Након што је Краљевина Холандија 1811. године прикључена Француском царству, подручје око реке Амстел (Амстеланд) је заједно с Утрхетом формирао департман Зојдерзе (Јужно море), а подручје око реке Мас (Масланд) било је преименовано у департман Ушће реке Мас (Bouches-de-la-Meuse/Monden van de Maas). Након што су Французи крајем 1813. године протерани из Холандије, подела на департмане је у почетку остала непромењена, али Уставом од 29. марта 1814. године департмани су замењени провинцијама. Зајдерзе и Ушће реке Мас су сједињени у једну провинцију – Холандију. Међутим, како би умањили њену доминацију, Холандија је ревизијом Устава из 1840. године подељена на Северну и Јужну Холандију.

## Географија
Северна Холандија је већином широко полуострво између Северног мора, Ваденског језера (хол. Waddenzee) и језера Ејселмер (хол. IJsselmeer). Провинција се на југу граничи са Јужном Холандијом и Утрехтом, на истоку са провинцијом Флеволанд, а на северу је помоћу Велике бране (хол. Аfsluitdijk) повезана са провинцијом Фризијом. Провинција се може још поделити на северни и јужни део, а Северноморски канал (раније река Еј) се сматра њиховом границом. Јужно од Еја налазе се градске области Амстердам, Харлем, Харлемермер са аеродромом Схипол, као и подручје Хои (хол. het Gooi), које иако је густо насељено, има потпуно другачији пејзаж. Западна обала провинције је већином заштићена динама. Главни унутрашњи водени путеви Северне Холандије су Еј (некадашњи морски рукавац) и Северноморски канал у који се уливају, или директно или преко бочних канала, реке Амстел, Зан и Спарне, и Севернохоландски канал и канал Амстердам-Рајна.

## Дијалекти
У Северној Холандији се говоре различити дијалекти. У провинцији је најпознатији амстердамски дијалекат, који се осим у Амстердаму може чути и у градовима као што су Алкмар, Пурмеренд и Хорн, због тога што ту живи доста Амстердамаца. Најтипичнији дијалекти се говоре на селу. Што се више иде ка северу, то се дијалекат све више разликује од стандардног језика. Као и у другим областима где се говоре дијалекти, тако се и у Северној Холандији дијалекат све мање користи. Ипак су неки дијалекти опет приметно оживели. Нарочито волендамски дијалекат, који се свуда свакодневно говори. Док су други дијалекти, као нпр. алсмерски, скоро нестали.